# Stryjewa
Stryjewa (ukr. Стриєва) – wieś na Ukrainie, w obwodzie żytomierskim, w rejonie nowogrodzkim, nad Smołką. W 2001 roku liczyła 482 mieszkańców.